# Witkopwaterspreeuw
De witkopwaterspreeuw (Cinclus leucocephalus) is een zangvogel uit de familie Cinclidae (waterspreeuwen).

## Verspreiding en leefgebied
Deze soort telt 3 ondersoorten:
- C. l. rivularis: noordelijk Colombia.
- C. l. leuconotus: van westelijk Venezuela tot Ecuador.
- C. l. leucocephalus: Peru en Bolivia.